# A Day with Eyes Set to Kill
A Day with Eyes Set to Kill es un DVD de la banda de post-hardcore Eyes Set to Kill, lanzado en 2020.

## Videos
| Año  | Canción                     | Álbum                                     |
| ---- | --------------------------- | ----------------------------------------- |
| 2007 | Liar in the Glas            | When Silence Is Broken, the Night Is Torn |
| 2007 | Beauty Through Broken Glass | When Silence Is Broken, the Night Is Torn |
| 2007 | This Love You Breathe       | When Silence Is Broken, the Night Is Torn |
| 2007 | Darling                     | When Silence Is Broken, the Night Is Torn |

| DVD Edition |                               |          |  |
| N.º         | Título                        | Duración |  |
| 1.          | «Intro»                       | 1:57     |  |
| 2.          | «This Love You Breathe»       | 4:40     |  |
| 3.          | «Liar In The Glass»           | 4:00     |  |
| 4.          | «Darling»                     | 4:17     |  |
| 5.          | «Interlude»                   | 2:38     |  |
| 6.          | «Young Blood Spills Tonight»  | 4:20     |  |
| 7.          | «Bitter Pill»                 | 4:58     |  |
| 8.          | «Beauty Through Broken Glass» | 2:34     |  |
| 9.          | «Pure White Lace»             | 4:47     |  |